# 陳陞 (中提督前鋒協)
陳陞（？—1683年），南明永曆年間與臺灣明鄭時期將領，官至「中提督前鋒協」。1683年，陳陞於澎湖海戰中殉難，其與另一位相同名諱「水師四鎮」的陳陞一同配享於延平郡王祠西廡。

## 事蹟
陳陞為明鄭水師將領，永曆三十七年（1683年）6月16日陳參與澎湖海戰與諸將合力抗擊清朝水師，其所在船隻為敵將藍理坐駕左側的橫砲擊中而壞裂半邊，陳陞於載沉載浮中奮戰，身中三箭仍始終不退，後被砲傷左腿而難以站立，直至江勝等軍趕至使施琅率軍撤退而完成首戰之捷。至22日陳陞與曾瑞等合攻再戰，終亦困於五梅花陣，久戰力疲而亡